# 福山汰一
福山 汰一（ふくやま たいち、1993年12月20日 - ）は、日本の元男子バレーボール選手。

## 来歴
熊本県熊本市出身。中学1年生の頃、友達に誘われてバレーボールを始める。
鎮西高等学校、早稲田大学を経て2015年11月、V.LEAGUE DIVISION1のジェイテクトSTINGSに内定選手として入団。
2017年、台北で開催された第29回ユニバーシアード競技大会にユニバーシアード日本代表として出場。チームの3位に貢献した。
2020-21シーズン、V1リーグでフェアプレー賞を受賞。
2021年4月、日本代表に初選出された。ネーションズリーグの代表メンバーには招集されず東京オリンピックの代表メンバー入りもならなかったが、アジア選手権のメンバーに招集された。
2022年、第70回黒鷲旗全日本選抜大会でチームの準優勝に貢献、自身もベスト6を受賞した。
2024年、現役引退が発表された。

## 球歴
- 日本代表 - 2021年
  - アジア選手権 - 2021年

## 所属チーム
- 鎮西高等学校 （2009-2012年）
- 早稲田大学 （2012-2016年）
- ジェイテクトSTINGS（2016-2024年）

## 受賞歴
- 2021年 - 2020-21 V.LEAGUE DIVISION1 フェアプレー賞
- 2022年 - 第70回黒鷲旗全日本選抜大会 ベスト6